# 洪井镇
洪井镇，原为洪井乡，是中华人民共和国山西省长治市黎城县下辖的一个乡镇级行政单位。

## 地名来历
清光绪六年《黎城县续志》载：“洪井村”。传说古时村中有一水井，水色混浊，似洪水而不能食用，故名洪井。该名称沿用至今。因镇政府驻地在洪井村，故取名洪井镇。

## 历史沿革
清光绪六年（1883），全县划为4乡204村，境内的南信、北信、前白云、后白云、窑头、烟子、鸽子皎7个村隶属陇阜乡管辖。境内的庄头、李堡、北社、洪井、吴家皎、横岭、石桥背、长畛背、曹庄、王家庄、柏官庄11个村隶属委泉乡管辖。1935年全县划分为3个区，91个编村。洪井等村隶属黎城一区管辖。1954年10月撤销区级建制，全县划为5个基点，32个乡，境内洪井乡领13个自然村，北社乡领7个自然村，隶属城关基点。柏官庄乡领8个自然村。隶属南委泉基点。1958年8月，北社、洪井两乡联成虹光人民公社。同年，原柏官庄乡各村曾与南委泉乡合称跃进人民公社。1961年始设柏官庄公社，1984年5月，虹光人民公社更名为洪井乡，柏官庄公社更名为柏官庄乡，2000年12月撤销柏官庄乡建制，合并于洪井乡，共设24个村。
2017年12月29日，南信村撤并至南社村，设信社村。
2019年6月24日，鸽子峧村撤销，并入到王家庄村。
2019年12月18日，吴家峧村撤销，并入到洪井村；石桥背村撤销，并入到横岭村；程家村、刘家村撤销，并入到长畛背村；黄草辿村撤销，并入到王家庄村；白云村撤销，并入到烟子村；山遥头村撤销，并入到洪河村。
2021年4月1日，撤销洪井乡，将洪井乡与原停河铺乡停河铺村、中街村、上台北村、子镇村、西黄须村、苏村、霞庄村、元村、北停河村、大停河村、石羊坟村11个行政村合并设立洪井镇。

## 行政区划
截至2021年，洪井镇下辖26个村：
横岭村、洪河村、烟子村、北社村、港东村、庄头村、李堡村、柏官庄村、王家庄村、孔家峧村、长畛背村、曹庄村、三十亩村、信社村、停河铺村、中街村、上台北村、子镇村、西黄须村、苏村、霞庄村、元村、北停河村、大停河村、石羊坟村和洪井村。

## 文物保护单位
| 山西省文物保护单位             | 山西省文物保护单位 | 山西省文物保护单位          | 山西省文物保护单位 | 山西省文物保护单位 | 山西省文物保护单位 | 山西省文物保护单位 | 山西省文物保护单位 |
| ------------------------------ | ------------------ | --------------------------- | ------------------ | ------------------ | ------------------ | ------------------ | ------------------ |
| 中共中央北方局高干会议北社旧址 | 6-329              | 近现代重要史迹 及代表性建筑 | 1940年             | 黎城县             | 洪井乡北社村       | 2021年8月4日       |                    |
| 八路军总部及抗大总校霞庄旧址   | 6-333              | 近现代重要史迹 及代表性建筑 | 1940年             | 黎城县             | 洪井镇霞庄村       | 2021年8月4日       |                    |